# 1994 QA
1994 QA är en asteroid i huvudbältet som upptäcktes den 16 augusti 1994 av den australiensiske amatörastronomen Gordon J. Garradd vid Siding Spring-observatoriet.
Asteroiden har en diameter på ungefär 4 kilometer och den tillhör asteroidgruppen Phocaea.